# جومون سوجي (شجرة)
جومون سوجي (باليابانية: 縄文杉) هي أقدم الأشجار من الفصيلة الصنوبرية في جزيرة ياكوشيما اليابانية. قامت منظمة اليونسكو بوضعها ضمن لائحة مواقع التراث العالمي في اليابان. اختلف العلماء في تحدير عمرها فهناك من قال أن عمرها 2000 سنة،  وتشير تقديرات أخرى إلى أن عمرها 2170 سنة
و 7200 سنة.
وهناك تقديرات تقول أن عمرها هو 5000 سنة على أقل تقدير"،
"أكثر من 6000 سنة"،
وتصل إلى إلى عمر أعلى من 7000 سنة". ينتمي اسم الشجرة إلى فترة جومون وهي فترة من تاريخ اليابان .